# كهف الطحالب
كهف الطحالب أو كهف الطحالب الخضراء هو عبارة عن كهف بمنطقة الصمان شمال شرق مدينة الرياض بالسعودية.

## التسمية
سمي كهف الطحلب بهذا الاسم، لكثرة الطحالب التي كونتها الرطوبة داخل الكهف.

## روابط خارجية
- https://www.youtube.com/watch?v=0vbYIza1txM